# A Águia Azul
The Blue Eagle (A Águia Azul, no Brasil e em Portugal) é um filme de ação norte-americano de 1926 dirigido por John Ford. Impressões do filme existem na Biblioteca do Congresso e na UCLA Film and Television Archive.

## Elenco
- George O'Brien como George Darcy
- Janet Gaynor como Rose Kelly
- William Russell como Big Tim Ryan

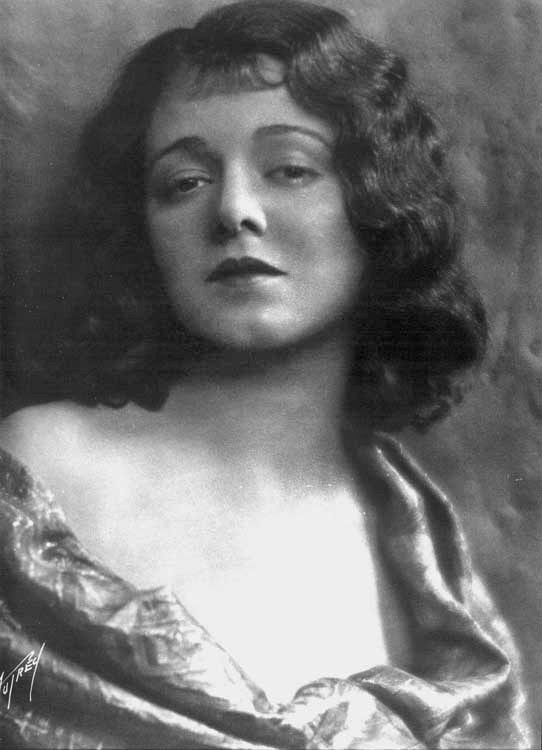
Janet Gaynor em 1927

- Margaret Livingston como Mrs. Mary Rohan
- Robert Edeson
- Philip Ford como Limpy Darcy (como Phillip Ford)
- David Butler como Nick 'Dizzy' Galvani
- Lew Short como Sargento Kelly
- Ralph Sipperly
- Jerry Madden como Baby Tom
- Jack Herrick como Sailor (não creditado)
- Jack Pennick como Tripulante da nave (não creditado)
- Charles Sullivan (não creditado)
- Harry Tenbrook como Bascom, foguista (não creditado)